# Йос Дарден
Йос Дарден (нід. Jos Daerden, нар. 26 листопада 1954, Тонгерен) — бельгійський футболіст, що грав на позиції півзахисника. По завершенні ігрової кар'єри — тренер.

## Клубна кар'єра
Народився 26 листопада 1954 року в місті Тонгерен. Вихованець «Тонгерена», у основній команді якого дебютував 1972 року у другому бельгійському дивізіоні, де провів вісім сезонів, взявши участь у 215 матчах чемпіонату.
Своєю грою за цю команду привернув увагу представників тренерського штабу клубу «Стандард» (Льєж), до складу якого приєднався 1980 року. Відіграв за команду з Льєжа наступні чотири сезони своєї ігрової кар'єри. Більшість часу, проведеного у складі «Стандарда», був основним гравцем команди. У першому ж сезоні Йос з командою став володарем Кубка Бельгії, а у наступних двох сезонах ставав чемпіоном Бельгії. Також у 1981 та 1983 роках клуб із Дарденом здобував Суперкубок Бельгії, а у сезоні 1981/82 дійшов до фіналу Кубка володарів кубків, поступившись там «Барселоні» (2:1).
1984 року у бельгійському футболі вибухнув корупційний скандал, в якому був виявлений факт договірних матчів, в яких було замішано керівництво «Стандарда». Найсильніші гравці команди, в тому числі і Дарден, були дискваліфіковані у місцевому чемпіонаті на рік, та змушені були покинути країну. Дарден відправився до Нідерландів, де два сезони захищав кольори клубу «Рода».
1986 року Дарден повернувся до Бельгії, ставши гравцем «Беєрсхота», у складі якого провів наступні чотири роки своєї кар'єри гравця, а завершив ігрову кар'єру у команді «Жерміналь-Екерен», за яку виступав протягом 1990—1992 років.

## Виступи за збірні
1973 року дебютував у складі юнацької збірної Бельгії (U-19), загалом на юнацькому рівні взяв участь у 6 іграх, відзначившись 2 забитими голами.
1974 року залучався до складу молодіжної збірної Бельгії. На молодіжному рівні зіграв в одному офіційному матчі.
27 травня 1982 року дебютував в офіційних матчах у складі національної збірної Бельгії в товариській грі проти Данії (0:1), а вже влітку поїхав на чемпіонат світу 1982 року в Іспанії, замінивши і фінальній заявці Рене Вандерейкена, який зазнав важкої травми прямо напередодні турніру. На «мундіалі» Дарден на поле не виходив, а команда вилетіла за підсумками другого групового етапу.
Загалом протягом кар'єри у національній команді, яка тривала 3 роки, провів у її формі 5 матчів.

## Кар'єра тренера
Розпочав тренерську кар'єру відразу ж по завершенні кар'єри гравця, 1992 року, очоливши тренерський штаб клубу «Беверен». У цій команді Йос пропрацював три роки, після чого ще один сезон очолював «Ломмель».
1996 року став головним тренером команди «Стандард» (Льєж), тренував команду з Льєжа один рік, а потім був головним тренером інших бельгійських команд «Льєрс» (вигравши з ним Суперкубок Бельгії 1997 року) та знову «Ломмель». Згодом протягом 2000—2001 років очолював тренерський штаб нідерландського клубу «Ейндговен».
У 2001 році Дарден підписав контракт із «Генком», у якому в цей час виступав його син, Кун Дарден, ставши помічником нового головного тренера Сефа Вергоссена. У 2001/02 році клуб став чемпіоном Бельгії, завдяки чому вперше у своїй історії вийшов до Ліги чемпіонів. Втім у наступні роки команда показувала посередні результати і Вергоссен разом з Дарденом покинули клуб по завершенні сезону 2003/04.
У жовтні 2004 року Дарден очолив «Монс», але не зумів врятувати команду від вильоту з вищого дивізіону, після чого повернувся до «Генка», де знову недовго працював асистентом.
У вересні 2005 року Йос прийняв пропозицію попрацювати у «Жерміналь-Беєрсхоті», клубі, створеного в результаті об'єднання двох його екс-клубів «Жерміналь-Екерен» та «Беєрсхот». Дарден залишив команду з Антверпена по завершенні сезону 2005/06.
У червні 2006 року його запросили до «Металурга» (Донецьк), де він очолював резервну команду. А 17 травня 2007 року, після звільнення головного тренера першої команди Ко Адріансе Дарден був підвищений до посади головного тренера «Металурга». 1 грудня 2007 року, програвши з рахунком 0:3 «Дніпру», бельгієць подав у відставку, коли команда опустилась на 12 місце і була у 3 очках від зони вильоту.
У сезоні 2009/10 Дарден знову був головним тренером команди «Жерміналь-Беєрсхот», по завершенні якого на запрошення свого колишнього партнера по команді Мішеля Прюдомма увійшов до його тренерського штабу в нідерландському «Твенте». У жовтні він став тренером резервної команди, після того, як Рене Гаке очолив «Еммен», однак через рік обидві сторони вирішили припинити співпрацю.
28 червня 2011 року Дарден очолив клуб другого дивізіону «Шарлеруа», який покинув вже 26 вересня того ж року.
У травні 2012 року був прийнятий на роботу в угорський «Уйпешт», але теж не пропрацював і сезон, звільнившись у березні після розгромної поразки 0:6 від клубу «Пакш». 
З 2014 по 2016 рік Дарден працював асистентом свого співвітчизника Френка Веркаутерена у російських «Крилах Рад» (Самара). 
У січні 2017 року Дарден знову повернувся у «Генк» на посаду помічника тренера Альберта Стейвенберга. Після його звільнення з 10 по 18 рудня 2017 року був в.о. головного тренера клубу і керував командою у двох матчах, а потім увійшов до тренерського штабу нового головного тренера Філіппа Клемента. Після виграшу національного титулу з «Генком» у травні 2019 року було через місяць оголошено, що Дарден припинить свою роботу помічника, однак залишиться у структурі клубу і буде відповідати за координування нового проекту молодіжної академії «Генка».

## Титули і досягнення

### Як гравця
- Чемпіон Бельгії (2):

«Стандард» (Льєж): 1981–82, 1982–83
- Володар Кубка Бельгії (1):

«Стандард» (Льєж): 1980–81
- Володар Суперкубка Бельгії (2):

«Стандард» (Льєж): 1981, 1983

### Як тренера
- Володар Суперкубка Бельгії (1):

«Лірс»: 1997

## Особисте життя
Син, Кун Дарден, також став професіональним футболістом і грав за збірну Бельгії.